# Acid Techno
Acid Techno (meist nur „Acid“ genannt) ist ein Musikstil und eine Unterkategorie von Techno.

## Geschichte und Charakteristika

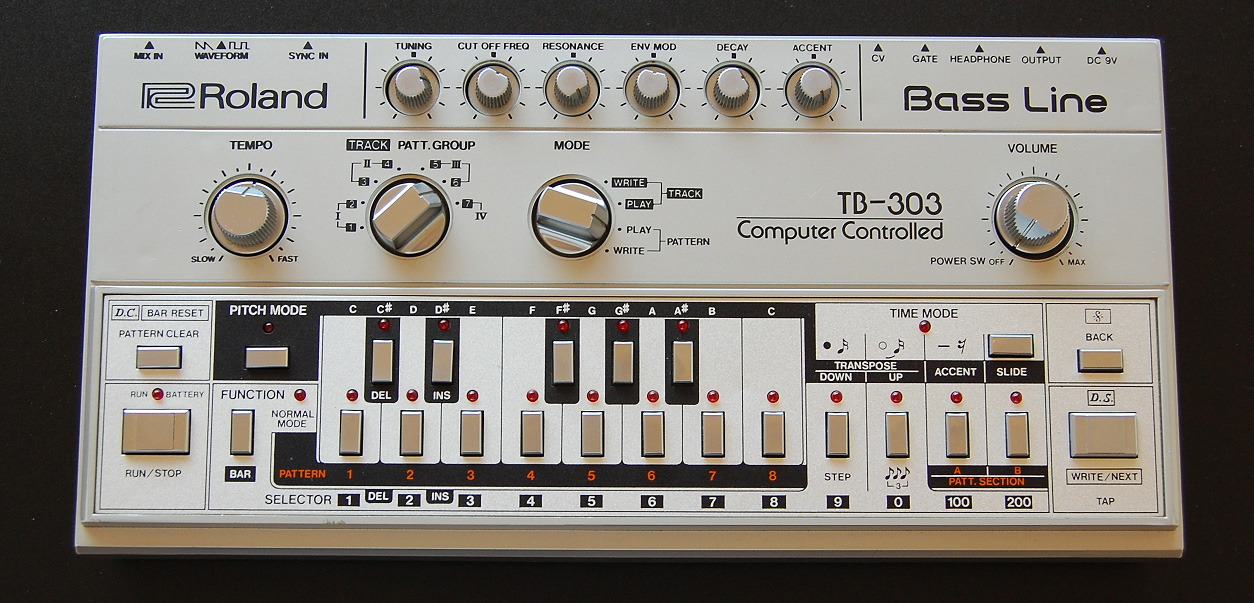
Roland TB-303

Nachdem die Acid-House-Welle Ende der 80er verebbt war und Techno aufkam, verbreitete sich 1991 und 1992 eine Weiterentwicklung des alten Acid-Sound: Acid Techno (sowie kurze Zeit später Acid Trance). Die Grundstrukturen waren mit Techno identisch, aber das Hauptthema war jeweils ausschließlich auf den typischen Sound des Roland-TB-303-Synthesizers fixiert. Die meisten Produktionen beinhalteten lediglich einen Viervierteltakt mit einer Bassdrum auf jedem Viertel, Hi-Hats auf den dazwischen liegenden Achteln, einer Snare oder Hand Claps auf jedem zweiten Viertel, Rhythmusergänzungen mit Toms oder Rimshots und einer, zwei oder auch drei zentralen Acid-Sequenzen. Diese Acid-Sequenzen wurden im Verlauf des Tracks mit den Modulationsmöglichkeiten des TB-303 verändert und variierten von tiefem Brummen bis zu hohen, kreischenden und beißenden Klängen. Vor allem das schmatzende Geräusch, das durch das Hochdrehen des Cut-off-Reglers entsteht, weckt die Assoziation zu Acid (englisch für „Säure“).

## Geschichte
Frühe Vertreter dieses Stils waren unter anderem Richie Hawtin (alias Plastikman), Aphex Twin, Dave Clarke, Hardfloor, Solarquest und Damon Wilde. Weitere zentrale Akteure waren Londoner Acts wie die Liberators, Henry Cullen (alias D.A.V.E. The Drummer), Guy McAffer (alias The Geezer) und DDR. In London entwickelte sich die Acid-Techno-Szene über ein illegales Netzwerk von Partys; die 1997 erschienene Compilation It's Not Intelligent…And It's Not From Detroit…But It's F**king 'Avin It trug den Untertitel „The Sound of London's Acid Techno Underground“ und half dabei, das Genre im Untergrund zu verankern.
Der Höhepunkt der Acid-Techno-Welle war 1994 erreicht. Viele der für diesen Musikstil typischen Elemente finden sich auch heute noch in Techno-, House- und Tranceproduktionen.

## Stiltypische Tracks
- Unit Moebius – Dreamscape 500 (1992)
- Dano – About Us (1993)
- Gizmo – Out Of Order (1993)
- Acid Junkies – Sector Zero (1993)
- Emmanuel Top – Turkish Bazar (1994)
- New Order – Confusion (Pump Panel Reconstruction Mix) (1995)
- AWeX (Tom Wax & Thorsten Adler) – Back On Plastic (1996)
- Hardfloor feat. Phuture 303 – Hardfloor Will Survive (1998)
- Steve Lorenz – Parallels (2013)

## Bekannte Vertreter
- Air Liquide (Jammin’ Unit und Dr. Walker)
- Chris Liberator
- D.A.V.E The Drummer
- DJ Misjah
- Emmanuel Top
- Hardfloor (Ramon Zenker und Oliver Bondzio)
- Josh Wink
- Miss Djax (siehe auch: Djax Records)
- Richard Bartz
- Rob Acid
- Plastikman (Richie Hawtin)
- Unit Moebius
- Woody McBride (DJ ESP)